# Мохча
Мохча (коми Мокчой) — село в Ижемском районе Республики Коми России. Административный центр сельского поселения Мохча.

## Этимология
Первая часть топонима Мок (Мох, Мöк) восходит к личному имени Мокий. Слово чой на языке коми означает «возвышенность, горка». Мокчой — «возвышенность Мока, Мокия». Под влиянием русского слова «деревня» название Мокчой превратилось в Мохча.

## История
Мохча была основана в период между 1745 и 1763 годами. В 1782 году в деревне Могческой проживало 363 человека (181 мужчина и 182 женщины); в 1795 году — 479 человек (235 мужчин и 244 женщины); в 1816 году — 724 человека (355 мужчин и 369 женщин). По состоянию на 1850 год в деревне числилось 1419 человек (682 мужчины и 737 женщин). В 1859 году в Мохче имелись каменная церковь и 203 двора. В 1905 году населённый пункт состоял из 218 дворов и имел 2574 жителя (1256 мужчин и 1318 женщин).
По состоянию на 1920 год, в селе и близлежащей деревне Мохчеюр совокупно имелось 344 двора (335 коми и 9 русских) и проживало 1514 человек (626 мужчин и 888 женщин). В административном отношении являлось центром Мохченской волости Ижмо-Печорского уезда. По данным на 1930 год в Мохче функционировали школа, изба-читальня, детский дом, агропункт, ветеринарный пункт, крестьянский комитет общественной взаимопомощи, а также участок милиции).

## География
Село находится в северо-западной части Республики Коми, в пределах Печорской низменности, на левом берегу протоки Мохчашар реки Ижмы, на расстоянии примерно 3 километров (по прямой) к западу от села Ижмы, административного центра района. Абсолютная высота — 38 метров над уровнем моря.
Климат
Климат характеризуется как умеренно континентальный, с продолжительной морозной многоснежной зимой и коротким прохладным летом. Средняя температура воздуха самого тёплого месяца (июля) составляет 14,6 °C; самого холодного (января) — −17,4 °C. Среднегодовое количество атмосферных осадков составляет 527 мм.
Часовой пояс
Мохча, как и вся Республика Коми, находится в часовой зоне МСК (московское время). Смещение применяемого времени относительно UTC составляет +3:00.

## Население
| 2010 |
| ---- |
| 1046 |

Гендерный состав
По данным Всероссийской переписи населения 2010 года в гендерной структуре населения мужчины составляли 52,8 %, женщины — соответственно 47,2 %.
Национальный состав
Согласно результатам переписи 2002 года, в национальной структуре населения коми-ижемцы составляли 63 % из 1204 чел., коми — 34 %.